# گازپروم یوگرا
گازپروم یوگرا (روسی: волейбольный клуб Газпром-Югра) یک باشگاه والیبال مستر در سورگوت روسیه است. این باشگاه در سال ۱۹۹۶ تأسیس شد و در حال حاضر در لیگ برتر روسیه حضور دارد. گازپروم اسپانسر این باشگاه می‌باشد .